# Ahmed Aboutaleb

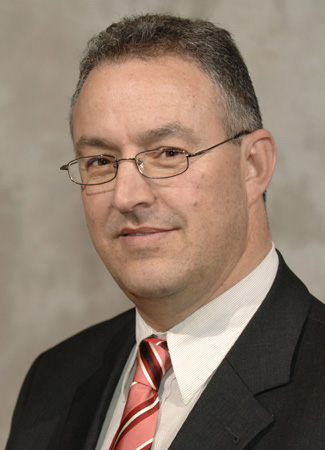
Ahmed Aboutaleb (2007)

Ahmed Aboutaleb (* 29. August 1961 in Beni Sidel, Marokko) ist ein niederländischer Politiker marokkanischer Abstammung. Er ist Mitglied der Partij van de Arbeid (PvdA). Aboutaleb besitzt sowohl die niederländische als auch die marokkanische Staatsangehörigkeit und ist Muslim.

## Leben
Aboutaleb wuchs als Sohn eines Imams in einem kleinen Dorf im marokkanischen Gebirgszug Rif auf. Am 17. Oktober 1976 kam er mit seiner Mutter und seinen Brüdern in die Niederlande. Er lernte die niederländische Sprache und begann ein Studium an der Lagere technische school, anschließend an der Middelbare technische school und der Hogere technische school, mit Spezialisierung Telekommunikation. Nach seiner Ausbildung arbeitete er als Reporter beim Radiosender Veronica Omroep Organisatie und Nederlandse Omroep Stichting, anschließend bei der Fernsehnachrichtensendung RTL Nieuws. Später wurde er Pressesprecher im Ministerium für Wohlfahrt, Gesundheit und Kultur (Ministerie van Welzijn, Volksgezondheid en Cultuur) und beim Sociaal-Economische Raad.
1998 wurde er Direktor des Instituts Forum, des Nachfolgers des Niederländischen Zentrums für Ausländer (Nederlands Centrum voor Buitenlanders). Bevor er in die Politik ging, war er als Beamter in der Gemeinde Amsterdam beschäftigt. Er führte hier die Praxis an Amsterdams Grundschulen ein, wonach diese nur Schüler aus der unmittelbaren Nachbarschaft aufnehmen dürfen (Postcodebeleid).
Nachdem der Regisseur Theo van Gogh am 2. November 2004 auf offener Straße von einem Islamisten ermordet worden war, versuchte Aboutaleb, die öffentliche Erregung zu mäßigen. Er wurde als „das Gesicht der Einwanderer“ in der Partij van de Arbeid bekannt. Er versuchte, arabischen Einwanderern die Belastungsgrenzen der niederländischen Toleranz zu erklären, und äußerte 2010: „Wer die Werte einer offenen Gesellschaft wie der niederländischen nicht teilt, täte gut daran, daraus die Konsequenzen zu ziehen und fortzugehen.“
Bei der Kommunalwahl am 7. März 2006 erhielt er von allen Bewerbern die meisten Stimmen, obwohl er auf der Liste der PvdA nur den zweiten Platz innehatte.  In der neuen Koalition von PvdA und GroenLinks behielt er seinen Zuständigkeitsbereich.
Aboutaleb war im Kabinett Balkenende IV Staatssekretär für soziale Angelegenheiten und Beschäftigung.
Am Abend des Anschlages auf das Satiremagazin Charlie Hebdo (7. Januar 2015) sagte Aboutaleb in einem Interview des niederländischen TV-Senders NOS an islamische Extremisten gerichtet: „Um Himmelswillen, packt doch eure Koffer und geht! Vielleicht gibt es einen Flecken auf der Welt, wo ihr zurechtkommen könnt. Aber bringt nicht unschuldige Journalisten um, das ist so verachtenswert. Verschwindet, wenn ihr in den Niederlanden euren Platz nicht finden könnt.“ Dieser Satz fand breite öffentliche Aufmerksamkeit.

## Bürgermeister
Am 16. Oktober 2008 wurde Aboutaleb von der Stadt Rotterdam als Bürgermeister aufgestellt, die Ernennung wurde am 31. Oktober vom Kabinett genehmigt. Er trat am 5. Januar 2009 die Nachfolge Ivo Opstelten (VVD) an. Aboutaleb gilt als der erste Bürgermeister marokkanischer Abstammung in den Niederlanden und der erste muslimische Bürgermeister einer westeuropäischen Großstadt überhaupt. Am 18. Dezember 2008 trat Jetta Klijnsma seine Nachfolge als Staatssekretärin für soziale Angelegenheiten und Beschäftigung an.
Am Abend des 11. März 2017 erklärte Aboutaleb das gesamte Stadtgebiet von Rotterdam zur Sonderzone, in der öffentliche Ansammlungen nicht gestattet sind, als die niederländische Regierung dem Flugzeug des türkischen Außenministers Mevlüt Çavuşoğlu (AKP), der einen Wahlkampfauftritt beabsichtigte, die Landeerlaubnis entzog. Zuvor war es unter anderem zu diplomatischen Auseinandersetzungen zwischen den Niederlanden und der Türkei gekommen; Aboutaleb hatte vor Störungen der öffentlichen Ordnung gewarnt und die Regierung Rutte aufgerufen, dafür zu sorgen, dass unerwünschte Personen aus den Niederlanden ferngehalten werden.
Zum 10. Oktober 2024 übernahm Carola Schouten als seine Nachfolgerin das Amt.

## Auszeichnung
Im Juni 2021 erhielt Aboutaleb den 2021 „World Mayor Prize“ zum „Besten Bürgermeister der Welt“. Grund hierfür, so die Begründung, sei sein vorbildhafter Umgang mit den vielen Nationalitäten in der Stadt.